# كيفن هايز
كيفن هايز (26 سبتمبر 1962 في المملكة المتحدة - ) (بالإنجليزية: Kevin Hayes)‏ هو لاعب كريكت بريطاني. لعب مع نادي مقاطعة لانكشر للكريكت ‏ وCumbria County Cricket Club ‏ ونادي الكريكت في جامعة أكسفورد ‏.

## وصلات خارجية
- كيفن هايز على موقع إي آس بي آن كريك إنفو (الإنجليزية)